# Вологі листяні ліси басейну Іраваді
Вологі листяні ліси басейну Іраваді (ідентифікатор WWF: IM0117) — індомалайський екорегіон тропічних та субтропічних вологих широколистяних лісів, розташований в Центральній М'янмі.

## Географія
Екорегіон вологих листяних лісів басейну Іраваді розташований у центральній частині М'янми, переважно на території Іравадійської рівнини. Більша частина регіону лежить в басейні річки Іраваді, що протікає через рівнину з півночі на південь та впадає у Андаманське море, а також у верхній частині басейну Сітауна. На півночі та південному заході ця частина регіону переходить у дощові ліси Мізораму, Маніпуру та Качину, в Араканських горах на заході — у гірські ліси Чину та Аракану, в горах Шанського нагір'я на сході — у субтропічні ліси Північного Індокитаю та у гірські дощові ліси Каї та Карену, а в низовинах на півдні — у прибережні дощові ліси М'янми. У найбільш посушливих частинах Іравадійської рівнини екорегіон переходить у сухі ліси басейну Іраваді.
Менша частина екорегіону розташована на південному сході, в нижній частині басейну Салуїну та в басейні його притоки Г'яїнгу. На заході та на північному заході цей субрегіон оточений прибережними дощовими лісами М'янми, а на сході — гірськими дощовими лісами Каї та Карену.
Рельєф екорегіону представлений горбистими низовинами, по яким розкидані невисокі пагорби. Між долинами Іраваді та Сітауна простягаються невисокі гори Пегу. Піщані ґрунти регіону сформувалися в третинному періоді і багаті на скам'янілості хребетних тварин та на скам'янілу деревину.
Посушлива Центральна М'янма є одним з найбільш густонаселених регіонів країни. Тут розташовані такі великі міста, як Мандалай, Найп'їдо, Моунюа та П'ї.

## Клімат
В межах екорегіону домінує саванний клімат (Aw за класифікацією кліматів Кеппена). Середньорічна кількість опадів тут становить близько 1500 мм, більшість з яких випадає в період мусонів. З листопада по квітень триває сухий сезон. Араканські гори перехоплюють мусонні вітри, що дмуть з Бенгальської затоки, та створюють дощову тінь у басейні річки Іраваді.

## Флора
Рослинний покрив екорегіону представлений лісами, у яких домінують дерева, що скидають листя під час тривалого сухого сезону. Суцільний лісовий намет в цих лісах розташований на висоті 40 м над землею. У матриці листопадних дерев подекуди зустрічаються окремі вічнозелені домінанти. Більшість лісів екорегіону наразі знищені, а на їх місці створені сільськогосподарські угіддя. Залишки первинних лісів зустрічаються переважно в горах Пегу та на півночі регіону.
Основу природних листяних лісів регіону складають тикові дерева (Tectona grandis) та деревоплідні ксилії (Xylia xylocarpa var. kerrii). Також в цих лісах ростуть еліптичні терміналії (Terminalia elliptica), каламансайські терміналії (Terminalia calamansanai), дерева бахеда (Terminalia bellirica), пухнасті хомаліуми (Homalium tomentosum), високі бомбакси (Bombax insigne), дерева гамбар (Gmelina arborea), індійські ясени (Lannea coromandelica), бірманські падуки (Pterocarpus macrocarpus), дерева сатхон (Imbralyx leucanthus), трінкомалієві дерева (Berrya cordifolia), круглолисті мітрагіни (Mitragyna rotundifolia) та різні види авраамових дерев (Vitex spp.). В підліску поширені леєї (Leea spp.), щетинясті барлерії (Barleria strigosa) та різні представники родини акантових (Acanthaceae).
Подекуди листяні ліси перемежовуються бамбуковими гаями. На півдні регіону основу бамбукових заростей складають бірманські бамбуки (Bambusa polymorpha) та тонкоголові порожнисті бамбуки (Cephalostachyum pergracile), а на півночі — бамбуки Гамільтона (Dendrocalamus hamiltonii), бамбуки вая (Dendrocalamus membranaceus) та тонкоголові порожнисті бамбуки (Cephalostachyum pergracile).

## Фауна
В лісах екорегіону зустрічаються рідкісні індійські слони (Elephas maximus indicus) та бірманські броворогі олені (Rucervus eldii thamin). Серед інших рідкісних ссавців, що зустрічаються в екорегіоні, слід відзначити гаура (Bos gaurus), індійського замбара (Rusa unicolor), бенгальського аксиса (Axis porcinus), суматранського серау (Capricornis sumatraensis), золотисту котопуму (Catopuma temminckii), гімалайську цивету (Paguma larvata), мармурову кішку (Pardofelis marmorata), бенгальського кота (Prionailurus bengalensis), плямистого лінзанга (Prionodon pardicolor), гімалайського ведмедя (Ursus thibetanus), малайського ведмедя (Helarctos malayanus), бінтуронга (Arctictis binturong), гірського куона (Cuon alpinus) та чубатого лангура (Trachypithecus pileatus). Раніше в лісах Центральної М'янми мешкали індокитайські тигри (Panthera tigris corbetti), однак наразі вони в екорегіоні вимерли. Можливо, тут продовжують зустрічатися рідкісні індокитайські леопарди (Panthera pardus delacouri).
В межах екорегіону зустрічається майже 350 видів птахів. Серед поширених в екорегіоні птахів слід відзначити синьокрилого павича (Pavo muticus), національного птаха М'янми, а також жовтооку горлицю (Streptopelia xanthocycla), смугастодзьобого калао (Rhyticeros undulatus), малабарського птаха-носорога (Anthracoceros albirostris), індокитайського дзьобака (Chrysocolaptes guttacristatus), червону сіпараю (Aethopyga siparaja), червоного квіткоїда (Dicaeum cruentatum), бірманського бюльбюля (Pycnonotus blanfordi), бірманського оливника (Iole viridescens), східну вивільгу (Oriolus xanthornus), золотисту тимелію (Chrysomma sinense), індокитайського монарха-довгохвоста (Terpsiphone affinis), бірманську майну (Acridotheres burmannicus), бірманського сорокопуда (Lanius collurioides) та індійську чайку (Vanellus indicus). Майже ендемічними представниками екорегіону є чорноголові вагабунди (Crypsirina cucullata), біловолі кратеропи (Argya gularis), м'янмарські фірлюки (Mirafra microptera) та білолобі личинкоїди (Pericrocotus albifrons).

## Збереження
Оцінка 2017 року показала, що 4359 км², або 3 % екорегіону, є заповідними територіями. Ще близько 4 % екорегіону вкриті лісами, однак перебувають поза межами заповідників. Природоохоронні території включають: Національний парк Алаунгдо-Катхапа, Природний заповідник К'ятхін, Природний заповідник Мінвунтаунг та Природний заповідник Швесеттау.